# Lips of an Angel
Lips of an Angel è una power ballad della rock band dell'Oklahoma Hinder, scritta da Brian Howes, Austin Winkler e Cody Hanson. È stata pubblicata come secondo singolo dall'album Extreme Behavior, ed è la hit che li ha ufficialmente lanciati, piazzandosi nelle Top Ten di alcune classifiche Billboard negli Stati Uniti, e raggiungendo la numero 1 in diversi paesi. Una cover è stata pubblicata a inizio 2007 dall'artista country Jack Ingram. La sua versione, che è stato il suo terzo brano ad arrivare tra le prime 40 canzoni country, è entrata nella Top 20 nelle Billboard country music charts.

## Testo
Il testo tratta di un cantante che descrive i suoi sentimenti quando la sua ex-ragazza preferita chiama a tarda notte, interrompendo piuttosto piacevolmente la sua attuale relazione. Più di una volta si accenna al fatto che la chiamata sia segreta, e il cantante è preoccupato che da ciò possa scaturire un litigio. La canzone finisce così come è iniziata, col cantante che si chiede perché lei gli abbia telefonato così tardi, anche se la seconda (e ultima) volta è meno letterale e più figurativo, con "così tardi" che implicitamente non significa tardi di notte, ma molto tardi nella vita, non in grado di continuare la precedente storia. La canzone termina con la trama irrisolta. Austin Winkler degli Hinder ha dichiarato su American Top 40 che il brano non parla di un tradimento. Secondo un'intervista radiofonica registrata ad Atlanta, Georgia, il testo è ispirato in modo impreciso ad un episodio realmente accaduto durante una chiamata.
Il 22 gennaio 2007 Lips of an Angel ha tolto il primo posto ai The Killers nella Canadian BDS Chart. Una settimana dopo, ha conquistato la numero 1 ai danni degli Evermore nella ARIA Singles Chart australiana.
La canzone è inclusa nei videogiochi musicali Lips (come contenuto scaricabile), Karaoke Revolution Presents: American Idol Encore, Dance Dance Revolution Hottest Party e come traccia giocabile in Band Hero.

## Formati e tracklist
Digital Download
1. "Lips of an Angel" - 4:21

CD Singolo
1. "Lips of an Angel" - 4:21
2. "By the Way (Acoustic)" - 3:34
3. "Bliss (I Don't Wanna Know) (Acoustic)" - 3:45

## Versione di Jack Ingram
Il cantante country Jack Ingram ha pubblicato una cover di questa canzone a inizio 2007. La versione di Ingram, singolo di lancio per il suo album This Is It, ha raggiunto la posizione numero 16 nella Billboard Hot Country Songs nell'aprile 2007.
A proposito di questa cover, Ingram ne ha spiegato il motivo nel booklet di This Is It:
"Ho sentito questa canzone alla radio. Penso sia uno schianto. Ho pensato di darle un'altra atmosfera e renderle giustizia. Una buona canzone è una buona canzone. Lascio agli altri di scegliere quale genere sia quale genere e chi dovrebbe stare da quale parte. Penso che ci siano due tipi di musica: quella buona e quella cattiva. Io cerco di stare dalla parte giusta. D'altronde, chi non si è mai sentito così a un certo punto della propria vita? Non mentite."